# イングリッシュ・レーシング・オートモビルズ

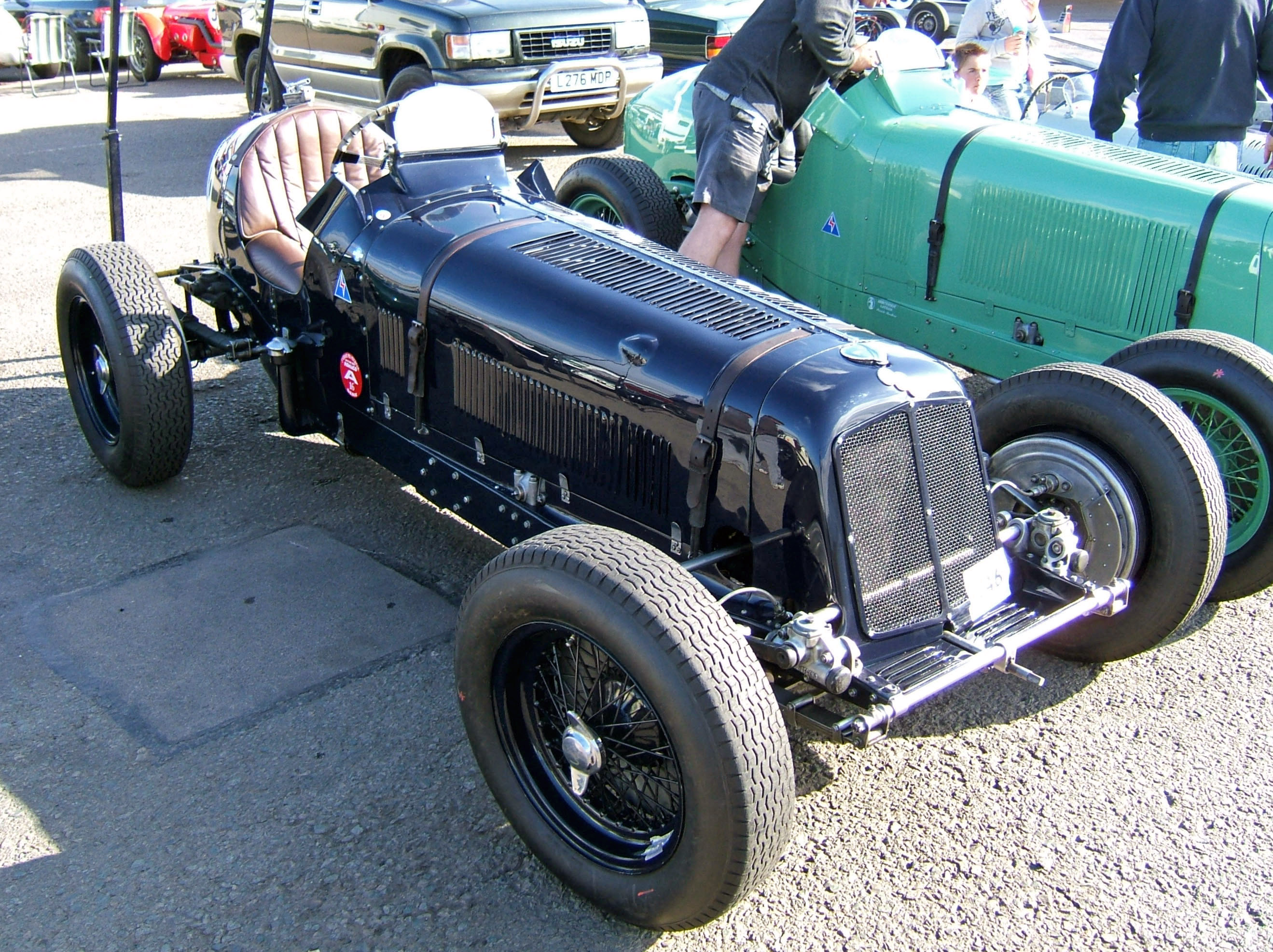
1936年製1.5リッター ERA・R6B、ダドリー「ドク」ベンジャフィールド使用車

イングリッシュ・レーシング・オートモビルズ (English Racing Automobiles, ERA) は、イギリスのレーシングカーマニファクチャラー。1933年から1954年まで活動した。

## 戦前の歴史

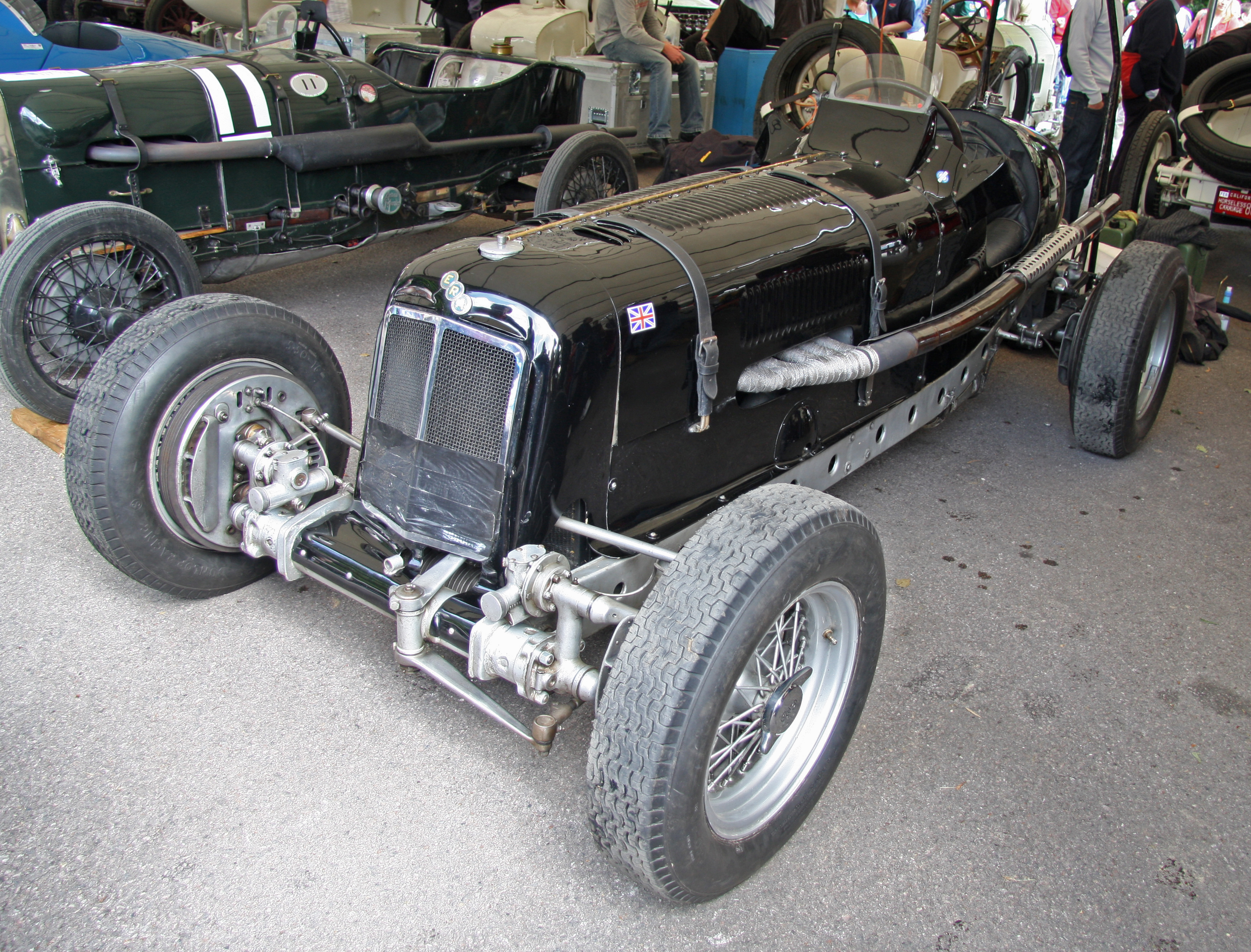
1935年製 ERA・Dタイプ R4D

ERAは1933年11月にハンフリー・クック、レイモンド・メイズ、ピーター・ベルトンによって設立された。拠点はリンカンシャー州ボーンのイーストゲートロードとスポルディングロードの間にあったメイズの自宅、イーストゲート・ハウスの隣に置かれた。彼らの野望は、欧州大陸のレース界でイギリスの威信を守ることのできるシングルシーターのレーシングカーチームを作り上げることであった。
完全なグランプリ・レース仕様でレーシングカーを製造するのはあまりにもコストが高かったため、ERAは代わりに小型で1,500ccのスーパーチャージャーを搭載するヴォワチュレット（当時のグレードでフォーミュラ2に相当する）クラスに注力することにした。ハンフリー・クックがロンドンのセント・ポールズ・チャーチヤードに所在していた家業の服地会社Cook, Son & Co.の利益からERAの活動資金を提供し、ピーター・ベルトンが車の全体的な設計を担当する一方、レイモンド・メイズがメインのパイロットとなった。メイズは過去にボクスホールやブガッティ、ライレーを含むいくつかの車で結果を出していた。

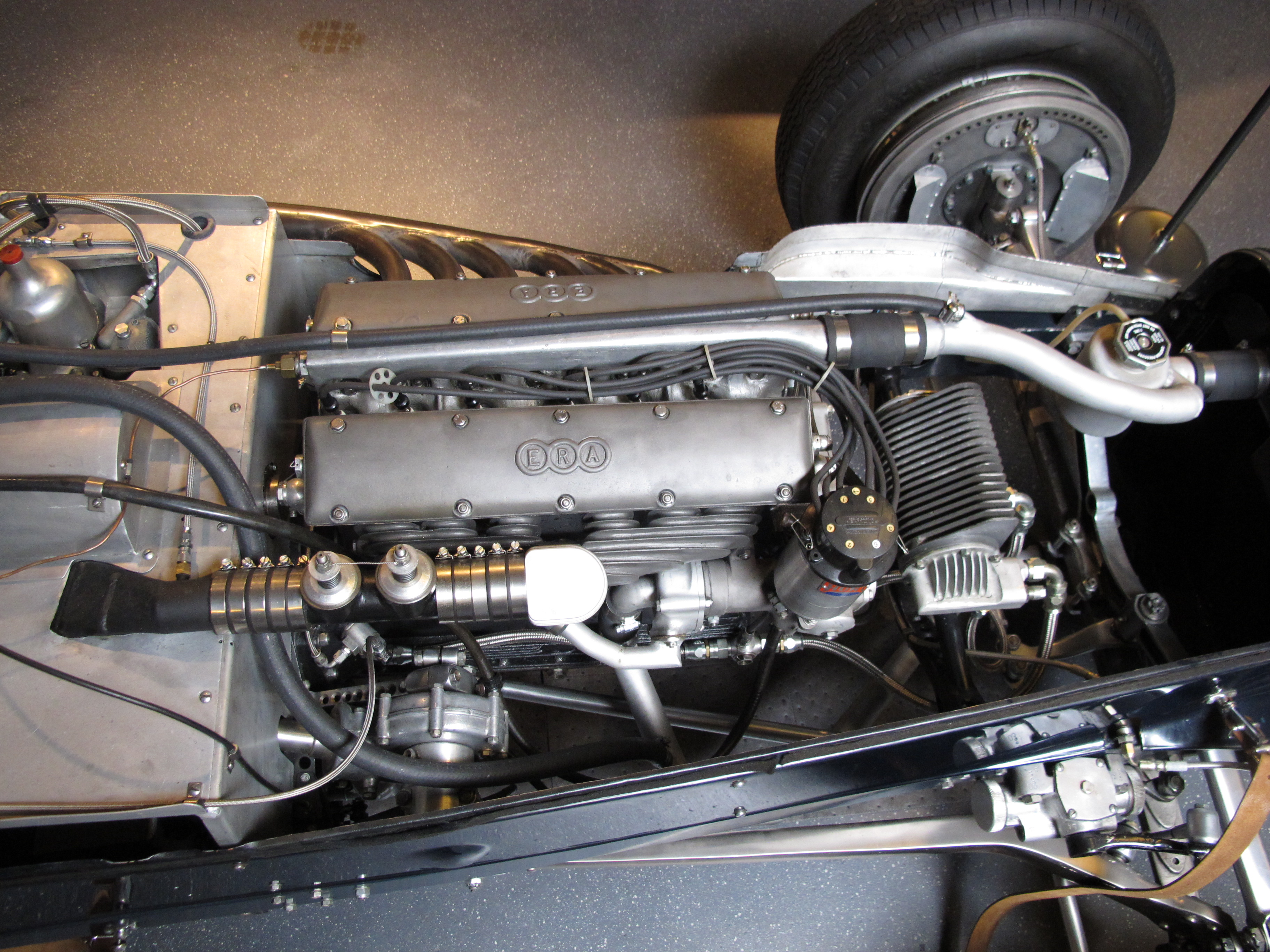
ERA製6気筒スーパーチャージャーエンジンを搭載したプリンス・ビラのマシン

シャシーはイギリス人デザイナーのリード・レイルトン（マルコム・キャンベルが操縦して陸上の速度記録を達成したブルーバードの設計も担当）が新規に設計し、ブルックランズのトムソン・アンド・テイラーで製作された。エンジンは性能に定評のあるライレー製6気筒を元にして多くの改良が施された物が搭載された。ハイアット製の大型センターローラーベアリングを備えた強化鍛造クランクシャフトが製造され、まったく新しいアルミニウム製シリンダーヘッドも設計された。エンジンには、以前にメイズ・アンド・ベルトンで「ホワイト・ライレー」の製造に関わったことのあるマレー・ジェイミソンが設計したオーダーメイドの過給機が用いられた。ERAエンジンは3種の排気量で設計された。ベースは1,500ccで、そのほかに1,100ccと拡大した2,000ccである。メタノールを燃料として駆動し、1,500ccエンジンは180-200bhp、2,000ccエンジンは250-275bhpの出力を実現した。
ERAの新シングルシーター車のボディワークは、パネル職人の兄弟ジョージとジャック・グレイが担当し、速度記録を打ち立てたマルコム・キャンベルの「ブルーバード」の車体を設計したとされるピアシー氏のデザインにならって手作業で仕上げた。
最初のERA製シャシーのR1Aが報道陣と公衆の前で公開されたのは1934年5月22日、ブルックランズでのことであり、それはシストン・パークでのテストの後であった。当初こそハンドリングのトラブルが判明し、多くの修正が必要となったものの、間もなくERAはレースでの勝利を挙げた。同年末までに、ERAは名だたるブランドを相手に顕著な勝利を挙げている。1935年、ニュルブルクリンクの大型大会でERAは1位、3位、4位、5位を獲得した。

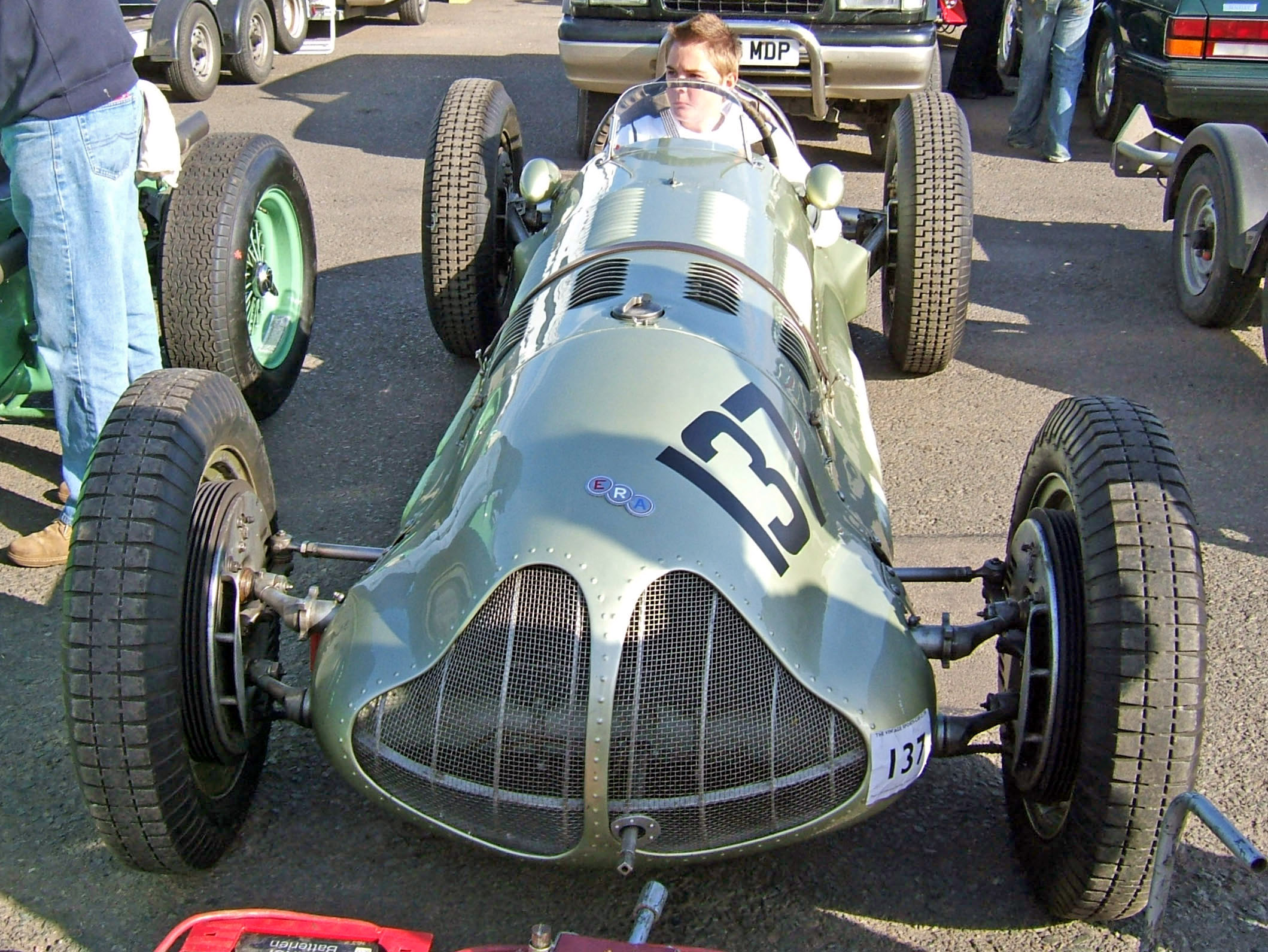
1938年型 E-Type シャシーナンバー GP1。H・L・ブルック、レスリー・ジョンソン、レグ・パーネル、ピーター・ウォーカー、ピーター・ホワイトヘッドがドライブした。

1930年代の後半、ERAはチームにディック・シーマンを迎え、ヴォワチュレットのレースを支配した。
また、2人のシャムの王子チュラ・チャクラポンとビラ・ピーラポンが「ハヌマーン」、「ロームルス」、「レムス」の愛称で知られたERAの車体3台を駆使して有名になった。プリンス・チュラがチームのオーナーとなり、いとこでパイロットのプリンス・ビラに「ロームルス」を買い与え、ホワイトマウスガレージを拠点として自らのチームで活動した。
ERAのより近代的なマシンであるE型はちょうど第二次世界大戦の前に登場したが、開発は完成されていなかった。

## 戦後
第二次世界大戦によってヨーロッパのモーターレースは活動停止の状態となり、ERAのボーン拠点は隣り合うバス事業者のデラインに売却された。元の建物は現在もデラインのオフィスとして使用されている。1940年代後半になってモーターレースが再開されたが、すでにベルトンとメイズは別にブリティッシュ・レーシング・モータース (BRM) を立ち上げていた。

### Eタイプ

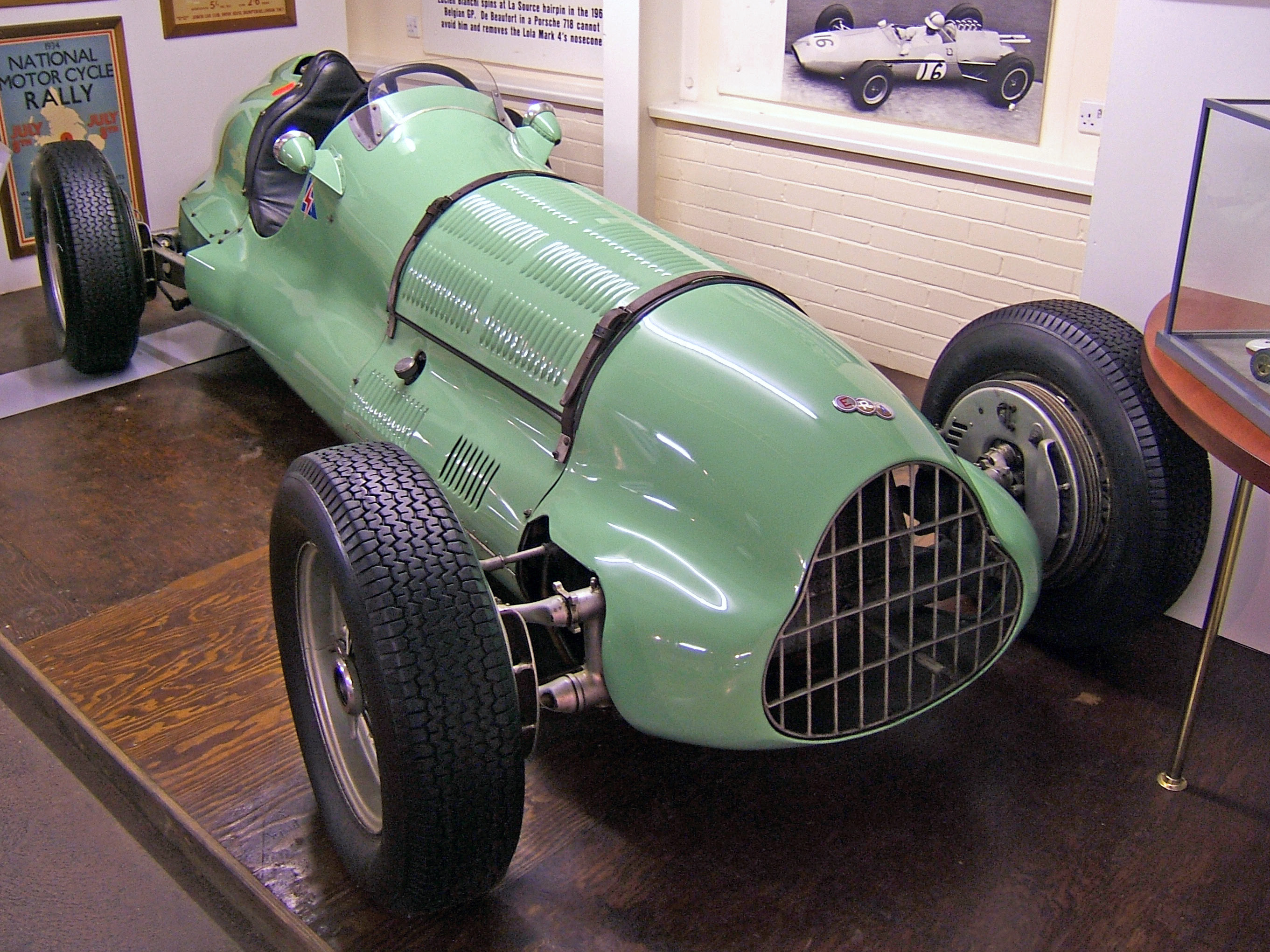
レスリー・ジョンソンの E-Type, GP2, ドニントン・グランプリ・コレクションで展示される

ERAは1947年にレスリー・ジョンソンが新たなオーナーとなってダンスタブルで事業を再開した。事業と同時に譲渡された1939年製のEタイプGP2をレグ・パーネルとレスリー・ブルックの2人が操縦してレースに参加した。新たにゾラー製過給器を装備しジョンソンが操縦したGP2は、1948年のブリティッシュ・エンパイア・トロフィーでパーネルのマセラティ・4CLTと同タイムのファステストラップを記録し、5位に入賞した。同じレースでGP1はマレー・ジェイミソンが設計したルーツ式過給器でアップグレードされ、レグ・パーネルのメカニックであったウィルキー・ウィルキンソン（Eタイプの改修を監修した）が操縦にあたったが、コネクティングロッドのトラブルでリタイアした。
1948年イギリスグランプリのオープニングプラクティスセッションで最速タイムをたたき出した後、ジョンソンが操るGP2は決勝の1周目にドライブシャフトのユニバーサルジョイントが破損し、3位を走行していたがリタイアとなった。モンレリーで行われたクーペ・ドゥ・サロンではラップレコードを破ったが、3周目に燃料タンクが破損しレースからリタイアした。
1949年のグッドウッドでGP2はプラクティスにおいてリアアクスルのユニバーサルジョイントを破損したが、ジョンソンはリッチモンド・トロフィーで5位、チチェスター・カップで3位を記録した。ジャージー・インターナショナル・ロードレースでは初日にルイジ・ヴィッロレージがマセラティで記録破りのラップを達成、それに次ぐ2位となったが、2日目にエンジンベアリングが破損し決勝に出ることはできなかった。1950年イギリスグランプリでは2周目に過給器が破損、リタイアとなった。
一方、GP1はフレッド・アシュモアが操縦したが、1948年ジャージー・インターナショナル・ロードレースでは燃料不足およびステアリングの不調でリタイアしている。
1949年BRDC/デイリー・エクスプレス・インターナショナル・トロフィーでは、ピーター・ウォーカーがプラクティスでジュゼッペ・ファリーナのマセラティに1.2秒遅れのタイムを出し、決勝ではギアボックスとステアリングに問題を抱え、ラジエターの漏れ、加えて排気管の熱でドライバーの足が高温にさらされながらも5位に入った。アイルランドでのウェイクフィールド・トロフィー・レースではプラクティスでファステストラップを記録したが、決勝ではブレーキトラブルのため第1コーナーでエスケープロードに逸脱した。ここでGP1は、ロイ・サルヴァドーリのマセラティとすでに衝突していたアルタに衝突され、リタイアとなった。
1950年、マン島で行われたブリティッシュ・エンパイア・トロフィーで、ウォーカーが高速走行中のGP1はドライブシャフトが破損したためクラッシュ、炎上した。

### Gタイプ
1.5リッターのGタイプは初めてフォーミュラ2規定で行われた1952年のF1世界選手権に参戦した。基本的な設計は、ロベルト・エーベラン・フォン・エーベルホルスト教授が行った。教授は当時のレーシングカー設計の世界有数の理論家の一人で、フェルディナント・ポルシェ博士に代わってアウトウニオンでタイプDを設計していた。彼の弟子であり後継者のデヴィッド・ホドキンがGタイプの設計を完成させた。フレームは2本の長いマグネシウムチューブと4本のクロスメンバで構成され、サスペンションはフロントにダブルウィッシュボーンにコイルスプリング、リアはド・ディオンアクスルが採用された。エンジンはホドキンの仕様に変更されたブリストル製エンジンを搭載した。
スターリング・モスがドライブしたものの、エンジンの信頼性は低く、レースの結果は期待外れであった。モスは「何よりも、大騒ぎされるばかりでほとんど何も成果も出せないプロジェクトだった。私はもう賢い教授殿のレーシングカーの設計に対するアプローチに幻滅していた。結局、いかに優れたコンセプトであっても、絶対に出てくる欠陥を解消できるような人材と統率力、資金を欠いたチームでは失敗することもあるということを思い知らされた」と語った。
その後、ジョンソンはプロジェクトをブリストルに売却し、会社を研究開発エンジニアリングに集中させた。ブリストルはプロジェクトとともに引き継いだ車体をもとにル・マンへ参戦し、1950年代半ばには何度かのクラス優勝を果たした。最終的にジョンソンは会社をゼニス・キャブレターに売却し、同社はさらにその後別のキャブレターメーカーであるソレックスに売却された。

### ジョウェット・ジュピター
1949年、ERAのエーベルホルストは、ジョウェット・ジュピター用のスペースフレームシャシーを設計した。

### 遺産
ERAは後に「Engineering Research and Application Ltd」と改名、研究開発を主業務としたが、その後も僅かながらレースの準備を続けた。1980年代にはミニの過給バージョン、ERAミニ・ターボにその名が冠せられた。

## 現在

### 競技でのERA

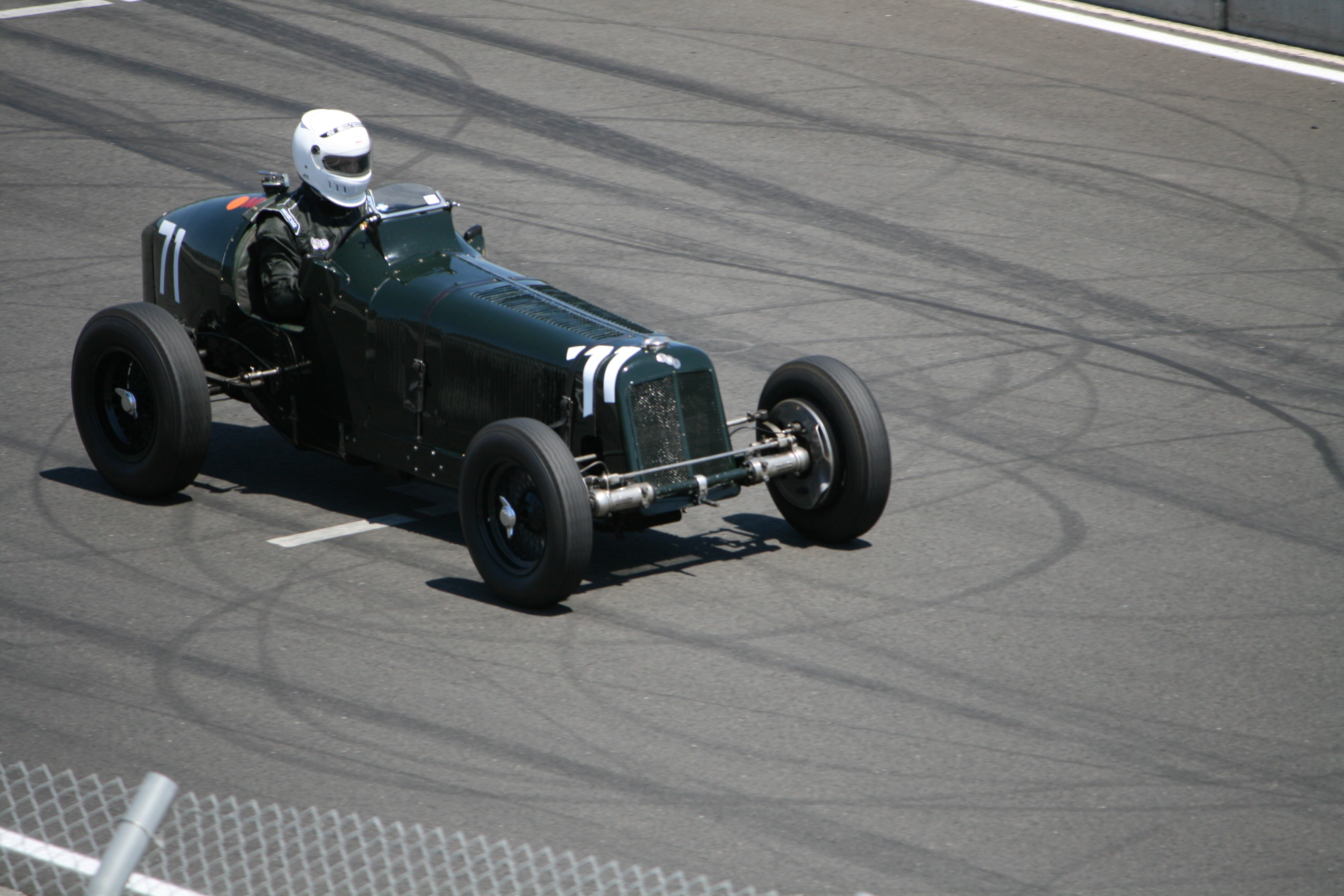
1934年型 1.5リッター ERA・R2A、マツダ・レースウェイ・ラグナ・セカで、2008年

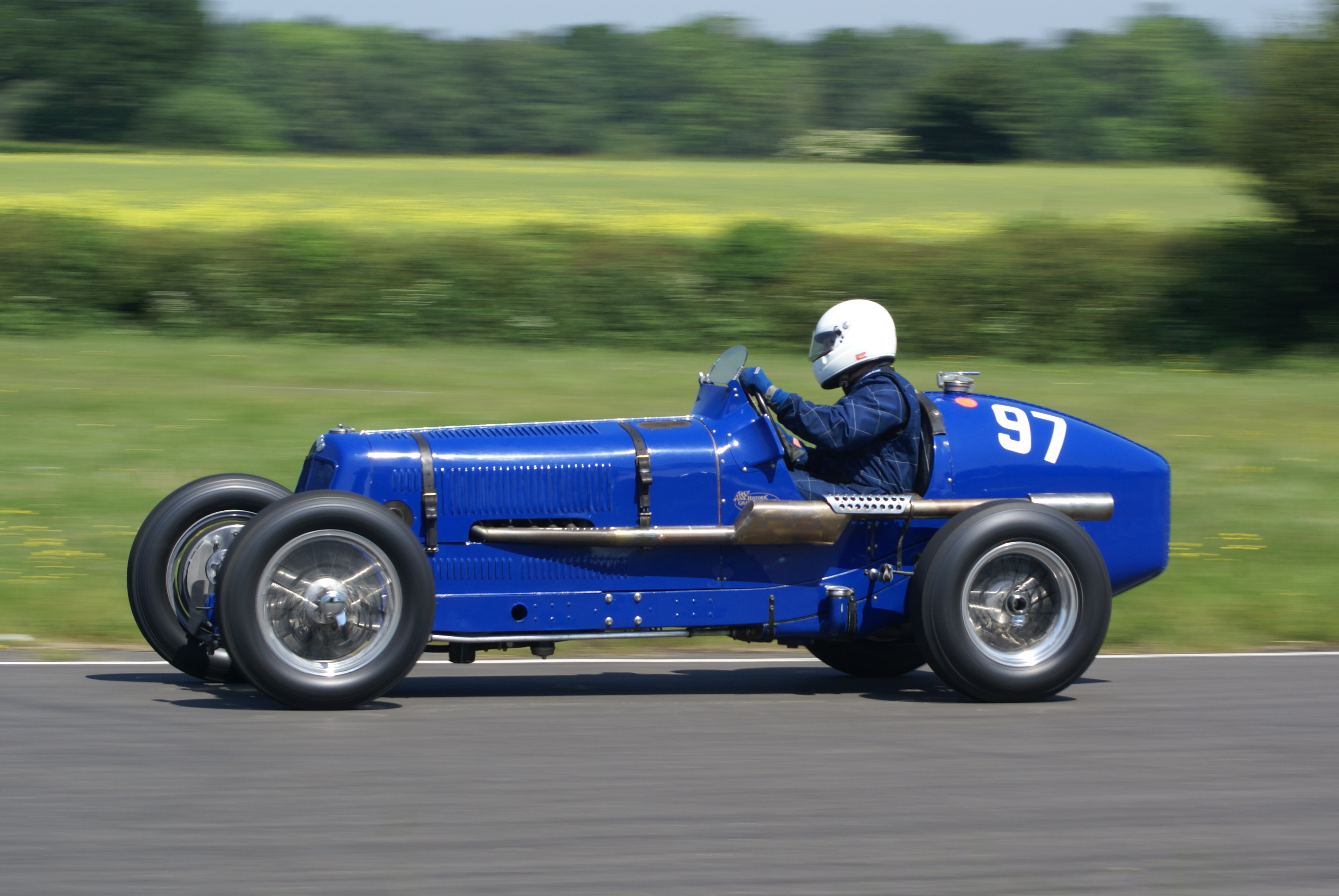
1937年型 E.R.A. 12C、VSCC カーボロー・スピード・トライアルで、2009年

戦前のERA車の大半は現存しており、今も変わらぬ存在感を示している。最も新しい車両でほぼ70年を超えているにもかかわらず、いまだに歴史的なイベントに出場している。メイズが1947年および1948年のイギリスヒルクライム選手権に勝利した関係で、ERA車は特にシェルズリー・ウォルシュ・ヒルクライムとの関わりが深い。ERAは戦前車によるヒルクライムレコードを長年保持していた。

### メイズ展
ボーン・シビックソサエティーズ・ヘリテージ・センターにはモーターレーシングに対するレイモンド・メイズの貢献についての常設展示がある。この中にはERA時代のものも含まれており、週末及びバンクホリデー（英国の銀行休業日）の午後に開かれている。

## F1での成績
（凡例） D
=ダンロップ
| 年     | シャシー              | エンジン              | タイヤ | ドライバー                   | 1    | 2   | 3   | 4   | 5   | 6   | 7   | 8   |
| ------ | --------------------- | --------------------- | ------ | ---------------------------- | ---- | --- | --- | --- | --- | --- | --- | --- |
| 1950年 |                       |                       |        |                              | GBR  | MON | 500 | SUI | BEL | FRA | ITA |     |
| 1950年 | ERA E-Type            | ERA 1.5 L6s           | D      | レスリー・ジョンソン         | Ret  |     |     |     |     |     |     |     |
| 1950年 | ERA E-Type            | ERA 1.5 L6s           | D      | ピーター・ウォーカー         | Ret* |     |     |     |     |     |     |     |
| 1950年 | ERA E-Type            | ERA 1.5 L6s           | D      | トニー・ロルト               | Ret* |     |     |     |     |     |     |     |
| 1950年 | ERA B-Type ERA C-Type | ERA 1.5 L6s           | D      | カス・ハリソン               | 7    | Ret |     |     |     |     | Ret |     |
| 1950年 | ERA C-Type ERA A-Type | ERA 1.5 L6s           | D      | ボブ・ジェラード             | 6    | 6   |     |     |     |     |     |     |
| 1951年 |                       |                       |        |                              | SUI  | 500 | BEL | FRA | GBR | GER | ITA | ESP |
| 1951年 | ERA B-Type            | ERA 1.5 L6s           | D      | ボブ・ジェラード             |      |     |     |     | 11  |     |     |     |
| 1951年 | ERA B-Type            | ERA 1.5 L6s           | D      | ブライアン・ショウ・テイラー |      |     |     |     | 11  |     |     |     |
| 1952年 |                       |                       |        |                              | SUI  | 500 | BEL | FRA | GBR | GER | NED | ITA |
| 1952年 | ERA G-Type            | ブリストル BS1 2.0 L6 | D      | スターリング・モス           |      |     | Ret |     | Ret |     | Ret |     |

*は車両共有

## 参照
1. 1 2 3 4  “Peter Whitehead in Australia: ERA R10B: 1938”. primotipo.com. 2016年4月30日閲覧。
2. 1 2 3 4 5  Smith, Norman (20 April 1951), “Case History of the E-Type E.R.A., A Promising Venture Which Ended Unhappily”, Autosport
3. ↑  Taylor, S. 1999. Tunnel Vision. Motor Sport. LXXV/8 (August 1999). 80-85
4. ↑  Marechal, Christian: "Learning Curves" Classic and Sportscar magazine, June 1996.